# 四角い車輪

反転したカテナリー曲線の路面上で四角い車輪がスムーズに回転するアニメーション。

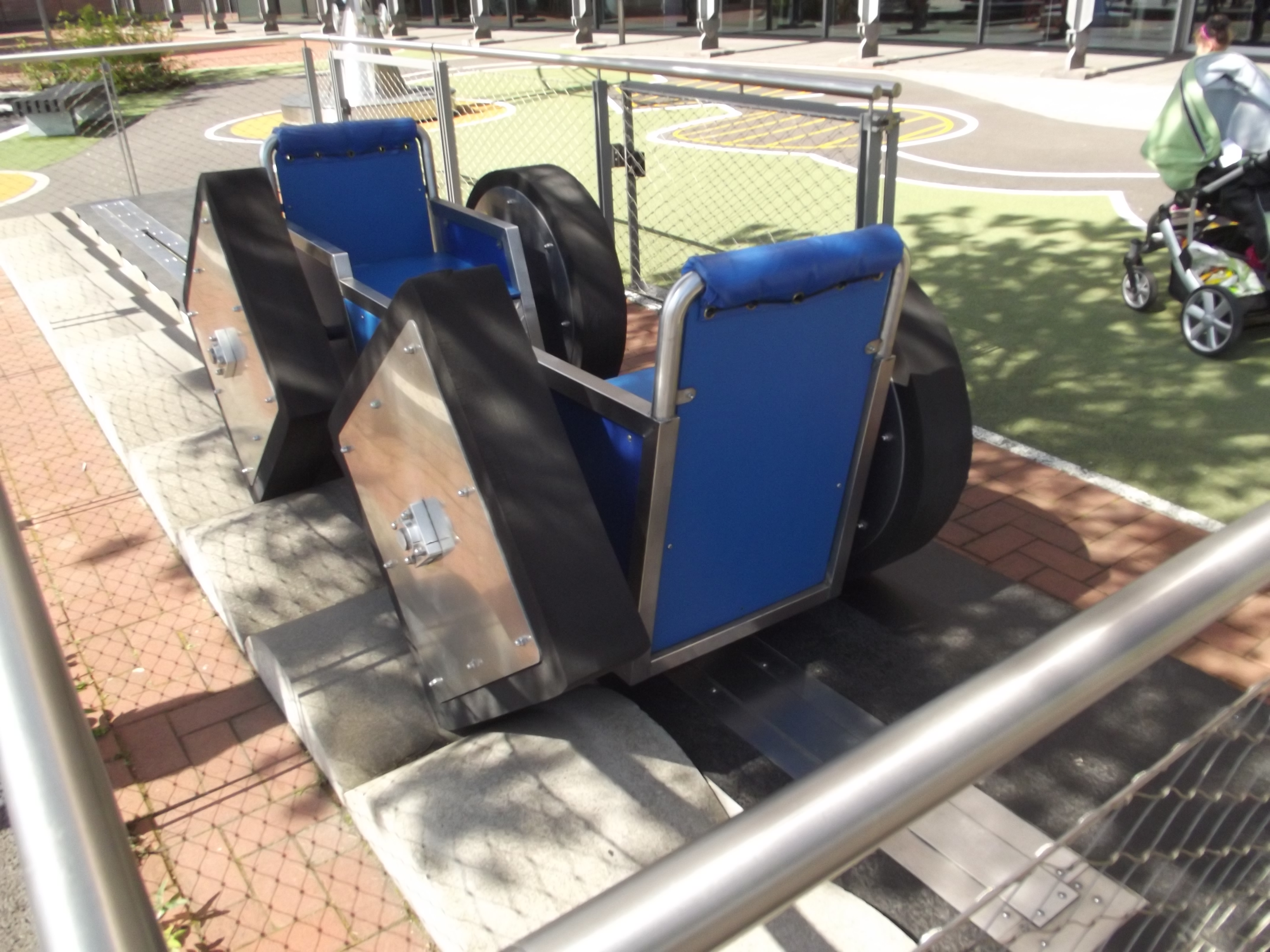
シンクタンク・バーミンガム科学博物館に設置された車両。片側は通常の車輪だが、反対側は四角い車輪になっている。その下の路面は曲線状に整形されている。

四角い車輪（しかくいしゃりん）とは、通常の円形の車輪に対し、正方形の車輪のこと。実在はするものの、比喩表現として用いられることが多い（「四角い車輪の再発明」など）。
適切な寸法と曲率のカテナリー曲線が連なった形状に路面が整形されている場合、四角い車輪はスムーズに（中心軸がぶれずに）回転する。マカレスター大学の数学教授スタン・ワゴンは1997年にカテナリー曲線状の路面の上を走行する三輪車のプロトタイプを製造した。2004年4月には使い古されたプロトタイプの代わりに改良モデルが製造された。
2006年にアメリカのJason Wincklerが発明した車両は、22.5度オフセットして連結された四角い車輪を使って平坦な路面を走るというもので、MEMSへの応用が提案されている。2012年にテレビ番組『怪しい伝説』は既存の車両に四角い車輪を取り付けて走らせる実験を行い、四角い車輪を装着したトラックは比較的良好な乗り心地を提供できる、という結論を得た。